# Sarnois
Sarnois település Franciaországban, Oise megyében. Lakosainak száma 350 fő (2022. január 1.). Sarnois Daméraucourt, Dargies, Élencourt, Grandvilliers és Sarcus községekkel határos.

## Népesség
A település népessége az elmúlt években az alábbi módon változott:
| Lakosok száma | 336  | 348  | 354  | 348  | 348  | 349  | 349  | 350  | 350  |
|               | 2013 | 2015 | 2016 | 2017 | 2018 | 2019 | 2020 | 2021 | 2022 |